# Ковригино (Красноярский край)
Ковригино — деревня в Сухобузимском районе Красноярского края России. Входит в состав Шилинского сельсовета.

## География
Расположена в верхнем течении реки Мингуль (бассейн Енисея), на её левом берегу, в 56 км от районного центра — села Сухобузимского и в 16 км от центра сельского поселения — села Шила. Соседний населённый пункт — деревня Шестаково.

## История
Деревня была основана крестьянами Ковригиными. В 1930 году 276 человек из 61 семьи объединились в коллективное хозяйство — колхоз «Сельский рабочий», посевная площадь которого составляла 467 га. В 1960 году колхоз влился в Миндерлинский совхоз.

## Население
По данным на 2010 год в деревне проживал 161 человек — 73 мужчины и 88 женщин.

## Инфраструктура
В деревне 3 улицы, есть фельдшерско-акушерский пункт.